# Raymond & Maria

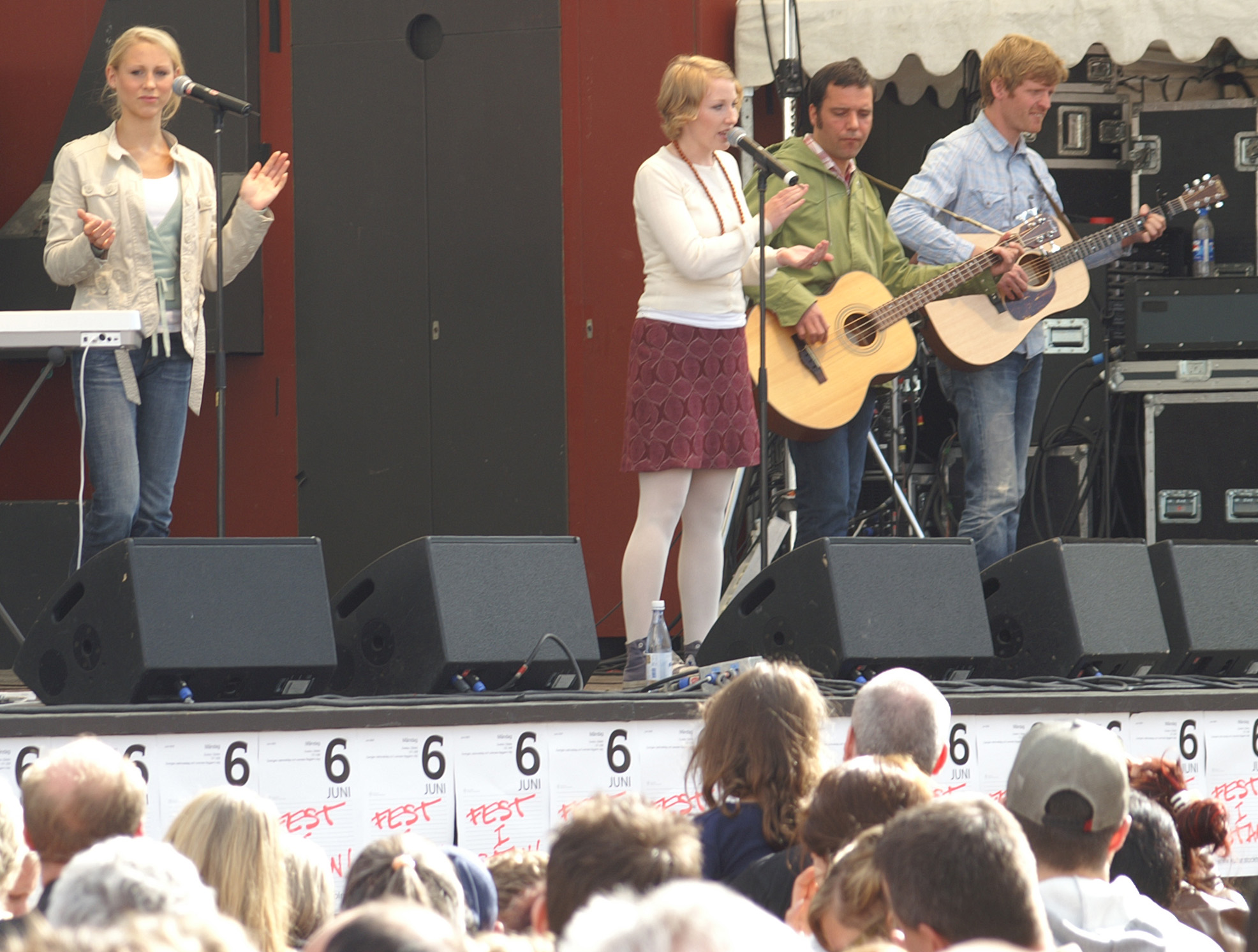
Raymond & Maria tijdens een optreden in Stockholm

Raymond & Maria is een popgroep uit Zweden. In 2002 begonnen Johann, Staffan en Per de band, en daar kwamen later Maria en Camilla bij. In 2004 brak de band door in Zweden met het lied Ingen vill veta var du köpt din tröja ('Niemand wil weten waar je je trui hebt gekocht'). De band werd vooral bekend door de anti-commerciële boodschap die ze uitstralen.
De naam van de groep komt van een parenclub met dezelfde naam in Stockholm.

## Discografie

### Albums
- Vi ska bara leva klart (2004)
- Hur mycket jag än tar finns alltid lite kvar (2006)
- Jobs where they don't know our names (2012) - Japan en Zuid-Korea
- Jobs where they don't know our names (1) (2012) - Zweden, Noorwegen, Finland, Denemarken

### Ep's
- Jobs where they don't know our names (2012) - VS, Verenigd Koninkrijk en Canada

### Singles
- Ingen vill veta var du köpt din tröja (2004)
- Nej (2004)
- Min pappa (2004)
- Redan Idag (2005)
- Storstadskvinnor faller ner och dör (2006)
- Kärlek 1 (2006)
- The fish are swimming slower every year (2011)